# Twiste (Twistetal)
Twiste ist der zweitgrößte Ortsteil der Gemeinde Twistetal im nordhessischen Landkreis Waldeck-Frankenberg und Sitz der Gemeindeverwaltung.

## Geographie
Twiste liegt rund sechs Kilometer südwestlich von Bad Arolsen am gleichnamigen Fluss Twiste, der wenige Kilometer flussabwärts bzw. nordöstlich zum Twistesee aufgestaut ist. Durch den Ort führen die Bundesstraße 252 und die Bahnstrecke Warburg–Sarnau, auf der Regionalbahn-Züge zwischen Korbach und Kassel verkehren.

## Geschichte

### Ortsgeschichte

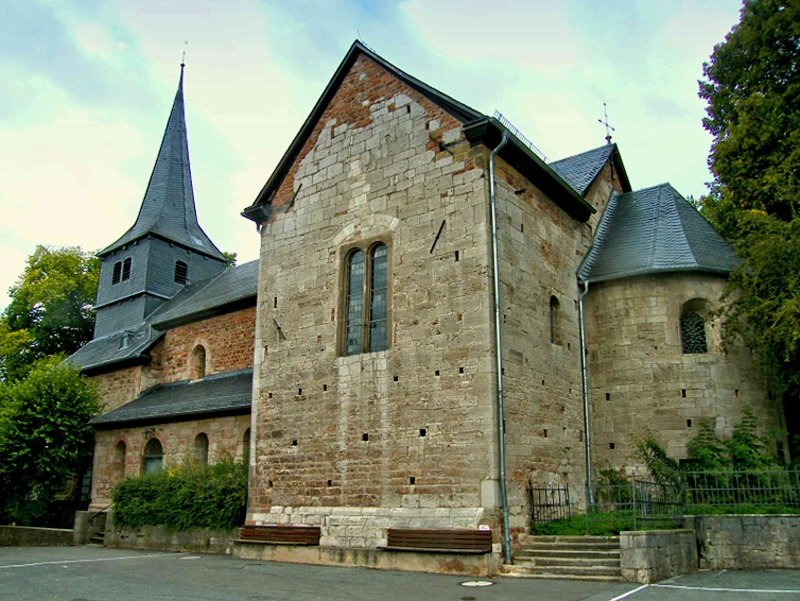
Twiste - Kirche St. Veit

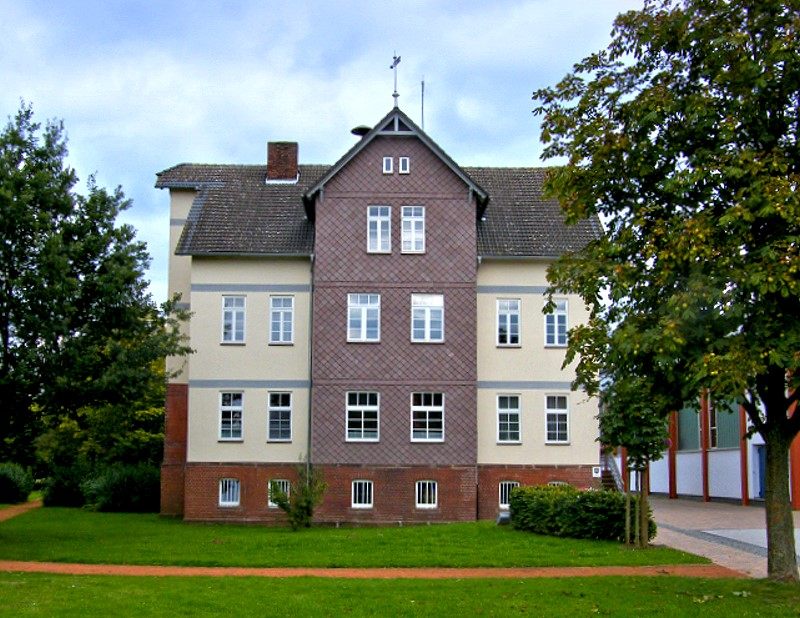
Gemeindeverwaltung - ehem. Gutshaus

Die älteste bekannte urkundliche Erwähnungen des Ortes finden sich schon vor 1170 Jahren, als Tuistai zwischen 820 und 876 als Besitz des Klosters Corvey genannt wird.
Die seit den Gründungszeiten des Ortes bestehende St.-Veit-Kirche, mit einer Renaissance-Kanzel aus dem Jahr 1602, trägt den Namen des Schutzheiligen Sankt Veit. Sie ist die größte Gewölbebasilika im Waldecker Land und hat als einzige ein Querschiff.
1349 erteilte Kaiser Karl IV. der Fürstabtei Corvey die Erlaubnis, ein Freistuhlgericht in Twiste zu errichten, und der erste Freigraf wurde dort 1364 eingesetzt. Dieser Freistuhl kam später als Lehen an die Grafen von Waldeck, die die Burg Twiste mit dem dortigen Amtshof im September 1455 von Landgraf Ludwig I. von Hessen als Teil der Abfindung für ihren Verzicht auf Erbschaftsansprüche auf die Grafschaft Ziegenhain erhalten hatten. Spätestens ab 1533 gehörte Twiste dann aber zum Freigericht in Mengeringhausen.
Die Herren „von Twiste“, Ministeriale und Lehnsmannen der Grafen von Waldeck, hatten ab 1525 lange Zeit als waldecksches Lehen eine kleine Burg und einen Gutshof im Ort. Zur Zeit der Bauernkriege stand Hans von Twiste den Waldecker Grafen im Kampf gegen Götz von Berlichingen treu zur Seite. Die Einbindungen der ersten Orte (so auch Twiste) in der Grafschaft bzw. im späteren Fürstentum Waldeck (ab 1712) waren der Grundstock für einen friedlichen und durch Schützengilden gesicherten Zusammenhalt.
In Twiste befand sich viele Jahrhunderte lang ein zehntfreies Gut, der sogenannte „Schäferhof“, des waldeckischen Grafen- bzw. Fürstenhauses. Dieser Gutshof im Ortskern war bis in die 1970er Jahre voll bewirtschaftet und prägte das zentrale Dorfbild. Heute ist im ehemaligen Gutshaus die Gemeindeverwaltung der Gemeinde Twistetal untergebracht.
Die ehemaligen Stallungen, die Scheunen und Wohnungen der Melker mussten den Neubauten der Mehrzweckhalle, des Feuerwehrhauses und einem Tennisplatz weichen.

### Hessische Gebietsreform (1970–1977)
Zum 31. Dezember 1971 fusionierte die bis dahin selbständige Gemeinde Twiste im Zuge der Gebietsreform in Hessen mit fünf weiteren Gemeinden freiwillig zur neuen Großgemeinde Twistetal. Der Verwaltungssitz befindet sich in Twiste. Heute ist in einem ehemaligen Gutshaus die Gemeindeverwaltung der Gemeinde Twistetal untergebracht. Für alle im Zuge der Gebietsreform nach Twistetal eingegliederten Gemeinden wurden Ortsbezirke mit Ortsbeirat und Ortsvorsteher nach der Hessischen Gemeindeordnung gebildet.

### Verwaltungsgeschichte im Überblick
Die folgende Liste zeigt die Staaten und Verwaltungseinheiten, denen Twiste angehört(e):
- 1410: Heiliges Römisches Reich, Grafschaft Waldeck, Amt Landau
- 1538 und später: Heiliges Römisches Reich, Grafschaft Waldeck, Amt Mengeringhausen
- ab 1712: Heiliges Römisches Reich, Fürstentum Waldeck, Amt Arolsen
- ab 1807: Fürstentum Waldeck, Amt Arolsen
- ab 1815: Fürstentum Waldeck, Oberamt der Diemel
- ab 1816: Fürstentum Waldeck, Oberjustizamt der Twiste
- ab 1850: Fürstentum Waldeck-Pyrmont (seit 1849), Kreis der Twiste[Anm. 1]
- ab 1867: Fürstentum Waldeck-Pyrmont (Akzessionsvertrag mit Preußen), Kreis der Twiste
- ab 1871: Deutsches Reich, Fürstentum Waldeck-Pyrmont, Kreis der Twiste
- ab 1919: Deutsches Reich, Freistaat Waldeck-Pyrmont, Kreis der Twiste
- ab 1929: Deutsches Reich, Freistaat Preußen, Provinz Hessen-Nassau, Regierungsbezirk Kassel, Kreis der Twiste
- ab 1942: Deutsches Reich, Freistaat Preußen, Provinz Hessen-Nassau, Regierungsbezirk Kassel, Landkreis Waldeck
- ab 1944: Deutsches Reich, Freistaat Preußen, Provinz Kurhessen, Regierungsbezirk Kassel, Landkreis Waldeck
- ab 1945: Deutsches Reich, Amerikanische Besatzungszone, Groß-Hessen, Regierungsbezirk Kassel, Landkreis Waldeck
- ab 1946: Deutsches Reich, Amerikanische Besatzungszone, Hessen, Regierungsbezirk Kassel, Landkreis Waldeck
- ab 1949: Bundesrepublik Deutschland, Hessen, Regierungsbezirk Kassel, Landkreis Waldeck
- ab 1972: Bundesrepublik Deutschland, Hessen, Regierungsbezirk Kassel, Landkreis Waldeck, Gemeinde Twistetal
- ab 1974: Bundesrepublik Deutschland, Hessen, Regierungsbezirk Kassel, Landkreis Waldeck-Frankenberg, Gemeinde Twistetal

## Bevölkerung

### Einwohnerstruktur 2011
Nach den Erhebungen des Zensus 2011 lebten am Stichtag dem 9. Mai 2011 in Twiste 1251 Einwohner. Darunter waren 21 (1,7 %) Ausländer. Nach dem Lebensalter waren 210 Einwohner unter 18 Jahren, 510 waren zwischen 18 und 49, 285 zwischen 50 und 64 und 246 Einwohner waren älter. Die Einwohner lebten in 507 Haushalten. Davon waren 135 Singlehaushalte, 150 Paare ohne Kinder und 168 Paare mit Kindern, sowie 45 Alleinerziehende und 6 Wohngemeinschaften. In 99 Haushalten lebten ausschließlich Senioren und in 336 Haushaltungen leben keine Senioren.

### Einwohnerentwicklung
Quelle: Historisches Ortslexikon
| • 1541: | 39 Häuser  |
| • 1620: | 87 Häuser  |
| • 1650: | 61 Häuser  |
| • 1738: | 94 Häuser  |
| • 1770: | 145 Häuser |

| Twiste: Einwohnerzahlen von 1770 bis 2015 | Twiste: Einwohnerzahlen von 1770 bis 2015 | Twiste: Einwohnerzahlen von 1770 bis 2015 | Twiste: Einwohnerzahlen von 1770 bis 2015 | Twiste: Einwohnerzahlen von 1770 bis 2015 |
| --- | ----------------------------------------- | ----------------------------------------- | ----------------------------------------- | ----------------------------------------- |
| Jahr |                                           |                                           |                                           | Einwohner                                 |
| 1770 | 1770                                      |                                           | 546                                       | 546                                       |
| 1800 | 1800                                      |                                           | ?                                         | ?                                         |
| 1834 | 1834                                      |                                           | 898                                       | 898                                       |
| 1840 | 1840                                      |                                           | 932                                       | 932                                       |
| 1846 | 1846                                      |                                           | 903                                       | 903                                       |
| 1852 | 1852                                      |                                           | 911                                       | 911                                       |
| 1858 | 1858                                      |                                           | 898                                       | 898                                       |
| 1864 | 1864                                      |                                           | 865                                       | 865                                       |
| 1871 | 1871                                      |                                           | 804                                       | 804                                       |
| 1875 | 1875                                      |                                           | 760                                       | 760                                       |
| 1885 | 1885                                      |                                           | 731                                       | 731                                       |
| 1895 | 1895                                      |                                           | 777                                       | 777                                       |
| 1905 | 1905                                      |                                           | 869                                       | 869                                       |
| 1910 | 1910                                      |                                           | 866                                       | 866                                       |
| 1925 | 1925                                      |                                           | 878                                       | 878                                       |
| 1939 | 1939                                      |                                           | 1.059                                     | 1.059                                     |
| 1946 | 1946                                      |                                           | 1.345                                     | 1.345                                     |
| 1950 | 1950                                      |                                           | 1.386                                     | 1.386                                     |
| 1956 | 1956                                      |                                           | 1.305                                     | 1.305                                     |
| 1961 | 1961                                      |                                           | 1.319                                     | 1.319                                     |
| 1967 | 1967                                      |                                           | 1.370                                     | 1.370                                     |
| 1980 | 1980                                      |                                           | ?                                         | ?                                         |
| 1990 | 1990                                      |                                           | ?                                         | ?                                         |
| 2000 | 2000                                      |                                           | ?                                         | ?                                         |
| 2008 | 2008                                      |                                           | 1.301                                     | 1.301                                     |
| 2011 | 2011                                      |                                           | 1.221                                     | 1.221                                     |
| 2015 | 2015                                      |                                           | 1.258                                     | 1.258                                     |
| Datenquelle: Historisches Gemeindeverzeichnis für Hessen: Die Bevölkerung der Gemeinden 1834 bis 1967. Wiesbaden: Hessisches Statistisches Landesamt, 1968. Weitere Quellen: ; Gemeinde Twistetal; Zensus 2011 |                                           |                                           |                                           |                                           |

### Historische Religionszugehörigkeit
| • 1895: | 767 evangelische (= 98,71 %), 10 katholische (= 1,29 %) Einwohner  |
| • 1961: | 1226 evangelische (= 92,95 %), 63 katholische (= 4,78 %) Einwohner |

## Sport
Im Ort ist der in der Handball- und Leichtathletiksparte der TSV 09 Twiste mit über 1.000 Mitgliedern aktiv. Weiterhin gibt es einen Tennisverein und einen Reitverein.

## Ausflugsziele
Bekannte Ausflugsziele unweit von Twiste sind der Twistesee und Bad Arolsen.

## Persönlichkeiten
- Friedrich von Twiste (um 1480–vor 1547), waldeckscher Amtmann, Bergvogt und Drost und münsterischer Drost und Obersthofmeister
- Karl Trainer (1816–1849), deutscher Politiker und Pfarrer in Twiste